# Andris Vaņins
Andris Vaņins (Ilūkste, 30 april 1980) is een Lets voormalig voetballer die speelde als doelman. Tussen 1997 en 2020 kwam hij uit voor FK Ventspils, FC Moskou II, FK Venta, opnieuw FK Ventspils, FC Sion en FC Zürich. Vaņins maakte in 2000 zijn debuut in het Lets voetbalelftal en kwam uiteindelijk tot honderd interlands.

## Clubcarrière
Vaņins speelde in de jeugd van FK Ventspils en debuteerde als zeventienjarige. Na zes jaar bij die club, verkaste de doelman naar Rusland, waar hij ging spelen voor FK Moskou. In de Russische hoofdstad moest de doelman genoegen nemen met optredens bij het tweede elftal. Na twee jaar keerde Vaņins terug naar Letland, waar hij ging spelen voor FK Venta. Daar kwam hij tot één duel alvorens zijn contract werd ontbonden vanwege een faillissement. Hierop keerde hij terug bij FK Ventspils, waar hij drieënhalf jaar in de basis speelde. In 2008 werd hij verkozen tot Lets voetballer van het jaar. In februari 2009 was hij op proef bij Roebin Kazan. In de zomer van 2009 verkaste Vaņins naar FC Sion, waar hij voor drie jaar tekende. Dit contract werd later met twee jaar verlengd en in oktober 2013 nogmaals met drie jaar. In 2013 werd de doelman voor de tweede maal verkozen tot Lets voetballer van het jaar. Vaņins verkaste in de zomer van 2016 naar FC Zürich, waar hij zijn handtekening zette onder een verbintenis voor de duur van drie seizoenen. In januari 2019 werd dit contract met één jaar verlengd. Hij beëindigde zijn voetbalcarrière in 2020 en werd daarna keeperstrainer bij FC Sion.

## Clubstatistieken
| Seizoen | Club         | Competitie       | Competitie | Competitie | Beker | Beker | Internationaal | Internationaal | Totaal | Totaal |
| Seizoen | Club         | Competitie       | Wed.       | Dlp.       | Wed.  | Dlp.  | Wed.           | Dlp.           | Wed.   | Dlp.   |
| ------- | ------------ | ---------------- | ---------- | ---------- | ----- | ----- | -------------- | -------------- | ------ | ------ |
| 2006    | FK Ventspils | Virslīga         | 28         | 0          | 0     | 0     | —              | —              | 28     | 0      |
| 2007    | FK Ventspils | Virslīga         | 12         | 0          | 0     | 0     | 2              | 0              | 14     | 0      |
| 2008    | FK Ventspils | Virslīga         | 25         | 0          | 0     | 0     | 3              | 0              | 28     | 0      |
| 2009    | FK Ventspils | Virslīga         | 13         | 0          | 0     | 0     | —              | —              | 13     | 0      |
| 2009/10 | FC Sion      | Super League     | 36         | 0          | 3     | 0     | 2              | 0              | 41     | 0      |
| 2010/11 | FC Sion      | Super League     | 33         | 0          | 4     | 0     | —              | —              | 37     | 0      |
| 2011/12 | FC Sion      | Super League     | 32         | 0          | 4     | 0     | 2              | 0              | 38     | 0      |
| 2012/13 | FC Sion      | Super League     | 36         | 0          | 3     | 0     | —              | —              | 39     | 0      |
| 2013/14 | FC Sion      | Super League     | 35         | 0          | 2     | 0     | —              | —              | 37     | 0      |
| 2014/15 | FC Sion      | Super League     | 23         | 0          | 3     | 0     | —              | —              | 26     | 0      |
| 2015/16 | FC Sion      | Super League     | 28         | 0          | 3     | 0     | 8              | 0              | 39     | 0      |
| 2016/17 | FC Zürich    | Challenge League | 33         | 0          | 3     | 0     | 8              | 0              | 44     | 0      |
| 2017/18 | FC Zürich    | Super League     | 22         | 0          | 0     | 0     | —              | —              | 22     | 0      |
| 2018/19 | FC Zürich    | Super League     | 2          | 0          | 4     | 0     | 1              | 0              | 7      | 0      |
| 2019/20 | FC Zürich    | Super League     | 2          | 0          | 0     | 0     | —              | —              | 2      | 0      |
| Totaal  | Totaal       | Totaal           | 360        | 0          | 29    | 0     | 26             | 0              | 415    | 0      |

## Interlandcarrière
Vaņins debuteerde op 4 februari 2000 in het Lets voetbalelftal, toen met 1–3 verloren werd van Slowakije. Tijdens dit duel mocht hij van bondscoach Gary Johnson het gehele duel spelen. In zeven jaar tijd speelde de doelman vijf interlands. In 2007 raakte eerste keuze Aleksandrs Koļinko geblesseerd en Vaņins werd gekozen als zijn vervanger. Op 8 september 2007 startte hij aan de aftrap tegen Noord-Ierland (1–0 winst). Hierna behield hij zijn basisplaats en op 1 juni 2012, tegen Litouwen (5–0 winst), droeg hij voor het eerst de aanvoerdersband. Op 10 oktober 2019 speelde Vaņins tegen Polen zijn honderdste internationale wedstrijd voor Letland. Door drie doelpunten van Robert Lewandowski werd met 0–3 verloren. Deze interland was de laatste van Vaņins in het shirt van de Letse nationale ploeg.

## Erelijst
| Competitie                   |              |                              |              |              |
| Competitie                   | Aantal       | Jaren                        |              |              |
| FK Ventspils                 | FK Ventspils | FK Ventspils                 | FK Ventspils | FK Ventspils |
| ---------------------------- | ------------ | ---------------------------- | ------------ | ------------ |
| Virslīga                     | 3            | 2006, 2007, 2008             |              |              |
| Latvijas Kauss               | 1            | 2007                         |              |              |
| FC Sion                      |              |                              |              |              |
| Schweizer Cup                | 2            | 2010/11, 2014/15             |              |              |
| FC Zürich                    |              |                              |              |              |
| Challenge League             | 1            | 2016/17                      |              |              |
| Schweizer Cup                | 1            | 2017/18                      |              |              |
| Individueel                  |              |                              |              |              |
| Lets voetballer van het jaar | 5            | 2008, 2013, 2015, 2016, 2017 |              |              |